# Aristolohijska kislina
Aristolohijska kislina je karcinogen (rakotvoren), mutagen in nefrotoksičen alkaloid, ki ga vsebujejo rastline iz družine podraščevk, predvsem v rodu podraščecev (Aristolochia).

## Ekologija
Rod podraščecev združuje okoli 500 povečini plezajočih vrst. Razširjen je predvsem v tropskih in subtropskih krajih, v Evropi pa se nahaja samonikel navadni podraščec (A. clematitis), in sicer v krajih z milejšim podnebjem v Vzhodni in Jugovzhodni Evropi. Raste med podrastjo v gozdovih in grmovju, pa tudi v sadovnjakih, vrtovih in na poljih.
Na področju Balkana, predvsem blizu reke Donave, je najverjetnejši vzrok zastrupitev z aristolohijsko kislino kontaminacija pšenične moke s semeni navadnega podraščeca, saj slednji raste tudi kot plevel na žitnih poljih. Po nekaterih podatkih naj bi samo na širšem območju Slavonskega Broda v zadnjih 20 letih umrlo več kot 600 ljudi zaradi Balkanske nefropatije.
Do zastrupitev pogosto pride tudi preko kitajskih tradicionalnih zdravil, bodisi zaradi nenamerne zamenjave nestrupenih zelišč (npr. Stephania tetranda) s strupenimi podraščeci (npr. Aristolochia fangji) bodisi zaradi ponarejanja zdravilnih pripravkov.

## Strupenost in klinični pomen
Omenjene rastline so sestavina nekaterih kitajskih zeliščnih pripravkov, zato je toksično delovanje na ledvice v okviru teh tradicionalnih zdravil poimenovano kot nefropatija kitajskih zelišč (CHN), ki se klinično kaže z zmerno povišanim krvnim tlakom (hipertenzijo), zmerno proteinurijo in glukozurijo (prisotnost beljakovin in glukoze v urinu) ter zvišanimi vrednostmi kreatinina v serumu, pogosto pa je prisotna tudi huda anemija. S patološkega vidika je v ledvicah vidna intersticijska fibroza z atrofijo in uničenjem ledvičnih cevk oz. tubulov, glomeruli pa povečini niso prizadeti. Končna odpoved ledvic lahko napreduje zelo hitro, tj. v času 6–24 mesecev, kar zahteva bodisi dializo bodisi presaditev (transplantacijo) ledvic.
Biološke in morfološke značilnosti CHN-a so zelo podobne t. i. Balkanski endemski nefropatiji (BEN), ki je prav tako tip fibrozne intersticijske nefropatije in pri kateri naj bi bila aristolohijska kislina tudi pomemben dejavnik pri razvoju bolezni. Sočasno je z ledvičnim popuščanjem povečana nevarnost nastanka urotelnega karcinoma v zgornjih sečilih.

### Mehanizem delovanja
Točni mehanizmi delovanja aristolohijske kisline niso znani, vendar zadnje raziskave kažejo na to, da je glavni vzrok neposredna okvara DNK. Kislina se v organizmu namreč presnovi v mutagena produkta, imenovana aristolaktam I in II, ki z DNK tvorita kovalentne komplekse. Neposredno citotoksično delovanje ni verjeten mehanizem zaradi zakasnelega pojava bolezni ter razvoja bolezni dolgo po izpostavitvi.